# Nayé
Ne doit pas être confondu avec Rochers de Naye.
Nayé (ou Nayes) est une localité du Sénégal oriental, située près de Kidira et de la frontière avec le Mali. 

## Histoire
Nayes date de plus 500 ans, selon les traditions orales. Le chef du village actuel est Boubou Ka.

## Administration
Le village est situé dans le département de Bakel, une subdivision de la région de Tambacounda. Il fait partie de la communauté rurale de Belle.

## Géographie
Nayé se trouve sur la route nationale N1.
Les localités les plus proches sont Kidira, Alahina, Sintiou Dioye, Djita, et Sanoukhole, au Sénégal, et Nahé, Fouroukarané, et Tourekounda, au Mali.

### Population
Selon le PEPAM (programme d'eau potable et d'assainissement du Millénaire), Nayé comptait 347 habitants et 89 ménages.

### Activités économiques
L'économie locale repose sur le commerce, ainsi que sur l'agriculture et l'élevage pastoral.
La population reçoit également des envois d'argent provenant de certains anciens habitants ayant choisi d'émigrer.